# Julian Tuwim

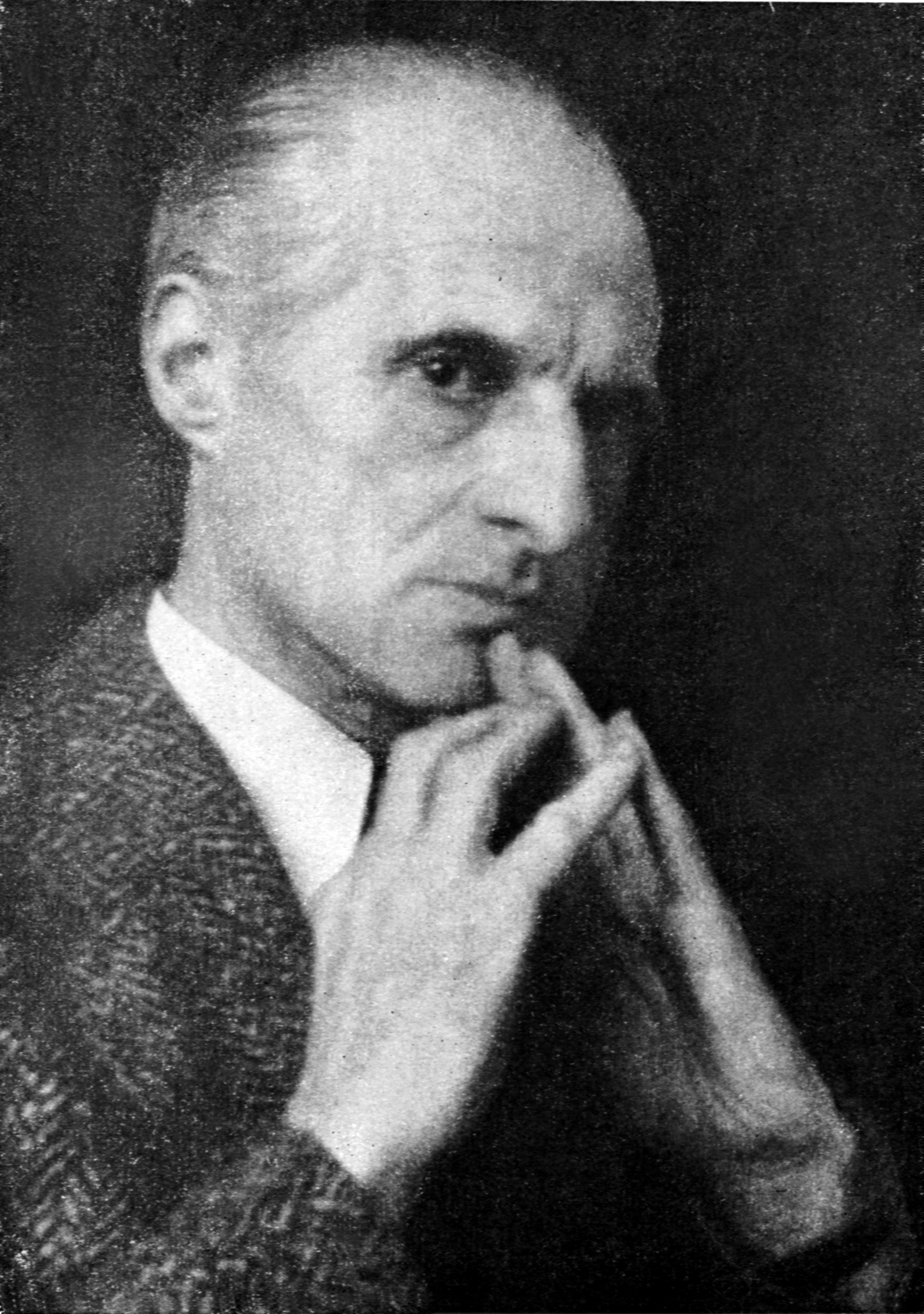
Julian Tuwim

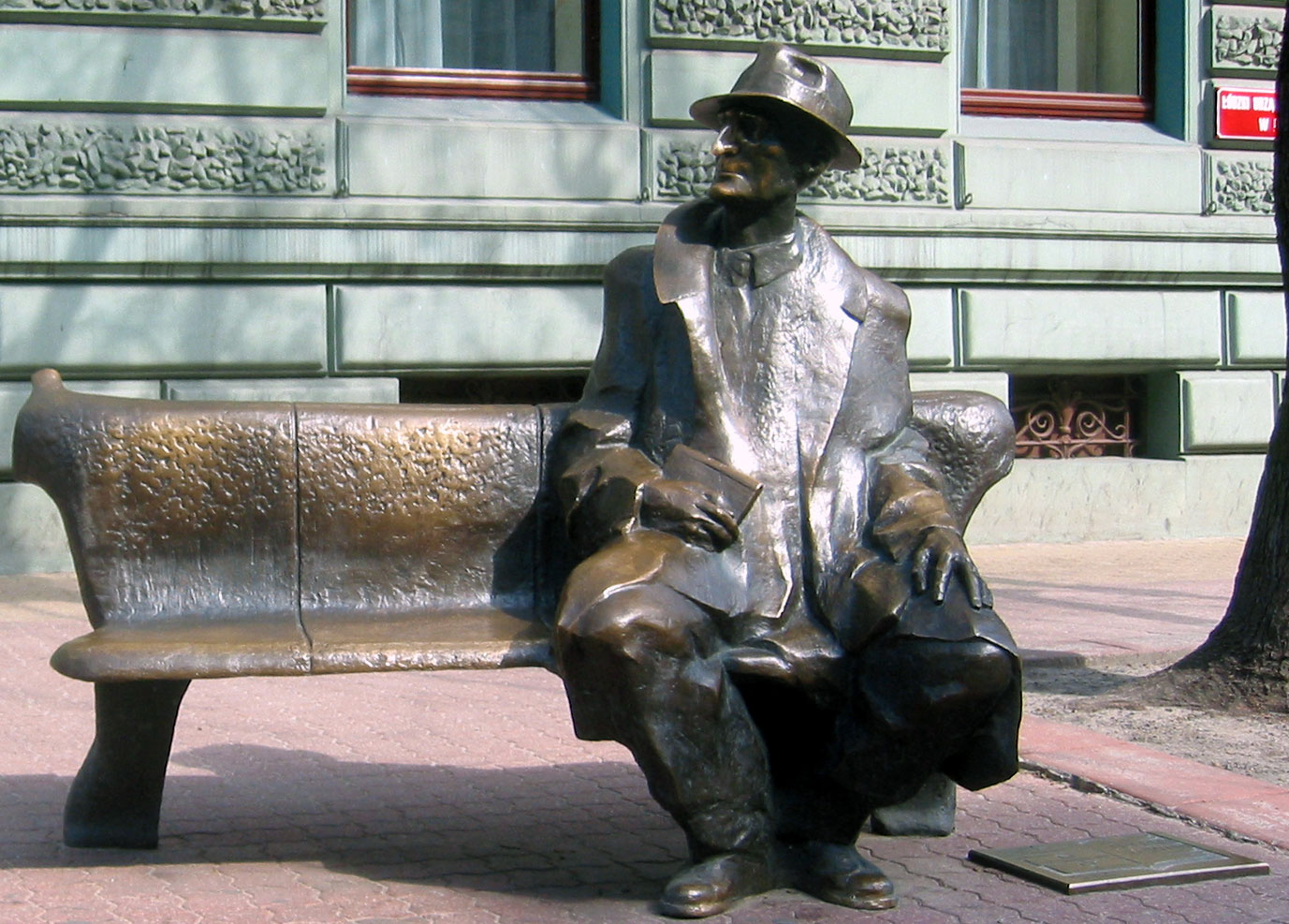
Sitzbild von Julian Tuwim in der Piotrkowska-Straße in Łódź

Julian Tuwim (* 13. September 1894 in Łódź, Russisches Kaiserreich; † 27. Dezember 1953 in Zakopane) war ein polnischer Lyriker.

## Leben
Tuwim wurde in einer assimilierten polnisch-jüdischen Familie geboren. Sein Vater Izydor war Bankkaufmann, seine Mutter Adela war Hausfrau. In der Schule hatte er zunächst mittelmäßige Noten und zeigte in Mathematik und den Naturwissenschaften deutliche Schwächen, wegen derer er sogar die sechste Klasse des Gymnasiums wiederholen musste. Erst kurz vor dem Abitur steigerten sich seine Noten und von 1916 bis 1918 studierte er schließlich Rechtswissenschaft und Polonistik an der Universität Warschau, an der er sich vor allem mit dem Werk Leopold Staffs auseinandersetzte.
Während des Polnisch-Sowjetischen Krieges fand Tuwim von 1919 bis 1921 eine Anstellung im Pressebüro von Józef Piłsudski. Bereits davor und danach betätigte er sich jedoch in erster Linie literarisch und war unter anderem Mitgründer der Vereinigung polnischer Bühnenautoren und -komponisten (ZAiKS) in Warschau.
Nach dem Überfall Deutschlands auf Polen flüchtete Tuwim 1939 über Rumänien zunächst nach Frankreich, wo er in Paris im Café de la Régence mit anderen geflüchteten polnischen Schriftstellern wie Kazimierz Wierzyński und Antoni Słonimski verkehrte. Nach dem Fall Frankreichs floh er 1940 gemeinsam mit Jan Lechoń über Spanien nach Portugal. Von Lissabon gelang beiden schließlich die Weiterreise nach Brasilien, wo Tuwim bis 1942 in Rio de Janeiro lebte. Auf Betreiben von Oskar Lange zog Tuwim im selben Jahr in die USA, wo er von New York aus für zahlreiche polnische Exilpublikationen schrieb. Im von den Deutschen besetzten Polen wurden seine Werke derweil verboten, seine Mutter im Holocaust ermordet.
Nach Kriegsende kehrte Tuwim als einer der ersten prominenten Exilanten 1946 nach Polen zurück, wo er ein Jahr später eine Verpflichtung als Theaterdirektor in Warschau annahm und in ein ihm vom Staat zur Verfügung gestelltes Haus im Warschauer Stadtteil Wawer zog. 1953 starb er während eines Urlaubsaufenthaltes in der Hohen Tatra an einem Herzinfarkt.

## Werk
Seine Poesie ist gekennzeichnet durch einen feinsinnigen Humor. Er war 1919 Gründer der Poetengruppe Skamander und einer der herausragenden Vertreter des literarischen Kabaretts der 1920er und 1930er Jahre. Außerdem war er Übersetzer aus dem Russischen. Er übersetzte unter anderem Alexander Puschkin, Michail Lermontow, Nikolai Gogol und Boris Pasternak ins Polnische.
Tuwims Werk ist bis heute Lektüre in den polnischen Schulen. Besonders beliebt sind seine witzigen Kindergedichte, die mittlerweile auch als Hörbücher vorliegen.
Tuwim war Meister der Lautmalerei. Ein Beispiel dazu ist sein Kindergedicht „Die Lokomotive“ (deutsch von James Krüss).
Tuwim war politisch engagiert. In den ersten Jahren nach 1918 war er begeistert vom wiederauferstandenen Polen und dessen erstem Staatsoberhaupt Piłsudski. Seine Dichtung „Der Opernball“ (Bal w operze) – eine scharfe Kritik der damaligen Elite – wurde jedoch von der Zensur verboten. Während des Zweiten Weltkrieges schuf er im Exil sein Meisterwerk – das Epos „Polnische Blumen“ (Kwiaty polskie) – das zur rücksichtslosen Abrechnung mit der polnischen Vergangenheit wurde. Nach der Rückkehr aus den USA verband er anfangs mit dem Nachkriegspolen große Hoffnungen, aber nach erneuten Eingriffen der staatlichen Zensur kam die Ernüchterung. In der Wirklichkeit der ersten Nachkriegsjahre schuf Tuwim wenige Werke. Er widmete sich dem Sammeln literarischer Raritäten und Kuriositäten, die er in der Monatsschrift Problemy und in drei Bänden Cicer cum Caule veröffentlichte.